# Demetre Chiparus
Demetre Chiparus (né Dumitru Haralamb Chipăruș le 16 septembre 1886 à Dorohoi, Roumanie et mort le 22 janvier 1947 à Paris, France) est un sculpteur de l'époque artistique art déco qui a vécu et travaillé à Paris. 
Chiparus est connu principalement pour ses sculptures en bronze et ivoire représentant des danseuses exotiques. Il réalisa ses œuvres les plus remarquables entre 1914 et 1933.
Il est parfois nommé Demeter Chiparus.

## Biographie
En 1909, Dumitru quitte sa ville natale, près de la frontière ukrainienne afin d'étudier la peinture et le dessin à Florence en Italie. En 1912, il est à Paris. Il est admis à l'école des Beaux-Arts.
En 1914, il reçoit la médaille « honorable » pour la sculpture qu'il expose au Salon des artistes français. Il ouvre son atelier après la guerre et expose régulièrement dans les salons. Il se spécialise dans la sculpture chryséléphantine, conjugaison d'ivoire et de bronze. 
La technique de Chiparus est ainsi résumée dans un article du journal la Tribune : « la référence artistique est l'œuvre, prolifique du roumain Demeter Chiparus dont le coup de main est particulièrement reconnaissable. Après quelques dessins, l'artiste réalisait une "plastiline", un matériau ductile comme l'argile qui prend sa forme définitive en durcissant. Le fondeur assemblait le travail d'ivoire et la patine de métal, puis le tout était peint à froid. Enfin, un socle, en marbre ou en onyx complétait la statuette ».
Il meurt à Paris le 22 janvier 1947. Il est enterré au cimetière de Bagneux à Paris.

## Expositions
La plus grande collection des œuvres de Chiparus, constituée de 120 pièces, est aujourd'hui exposée au Musée d'Art déco de Moscou (en).
Une importante collection permanente de danseuses de Chiparus est également exposée au Musée d'Art nouveau et Déco à Salamanque en Espagne, appelé Casa Lis (Maison Lis), que fit construire Miguel de Lis, industriel tanneur passionné d'art nouveau. La collection de danseuses de Chiparus est une partie de la collection privée de l'antiquaire Manuel Ramos Andrade qui en fit donation au musée.

## Galerie

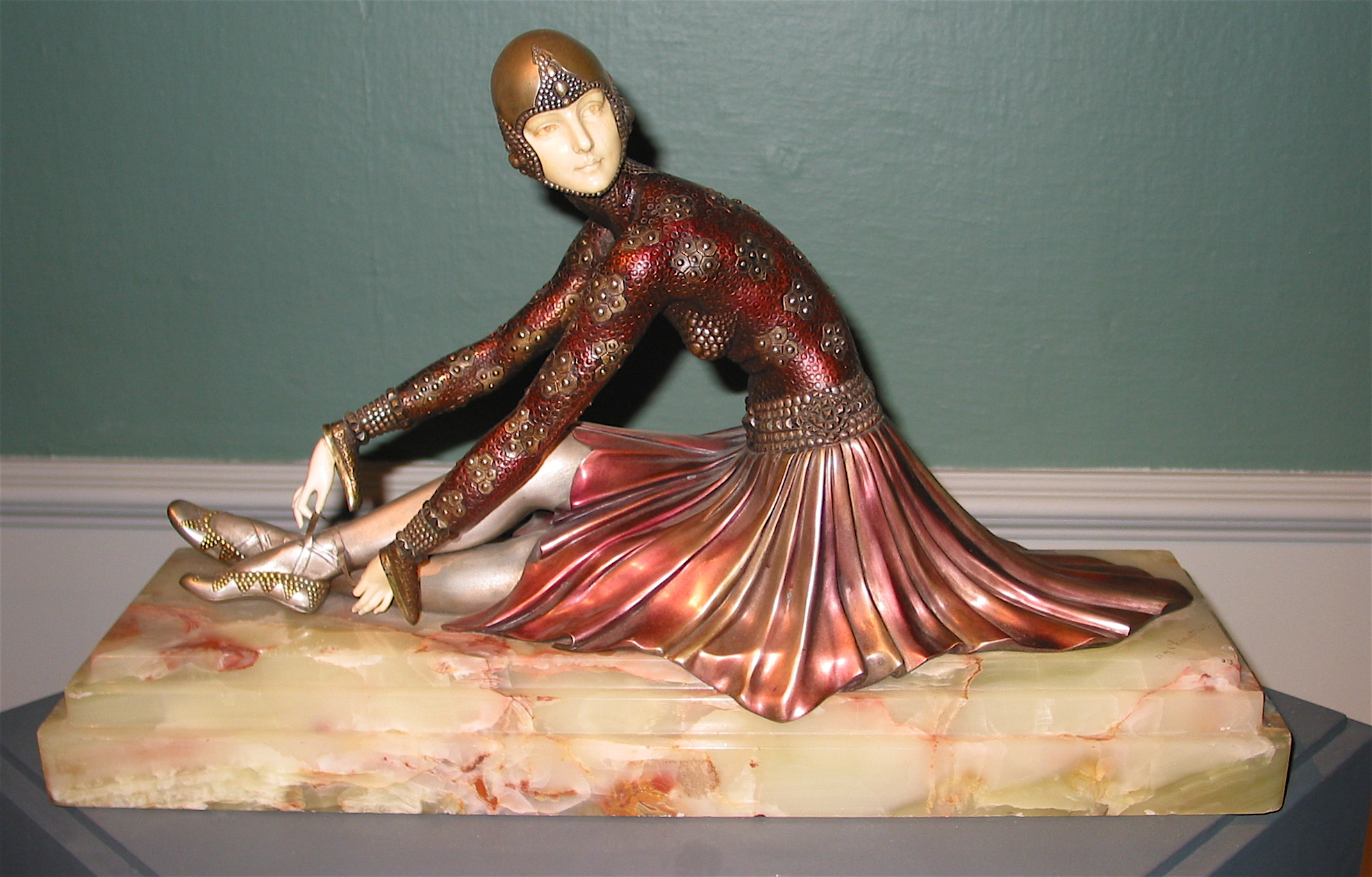
Tanara

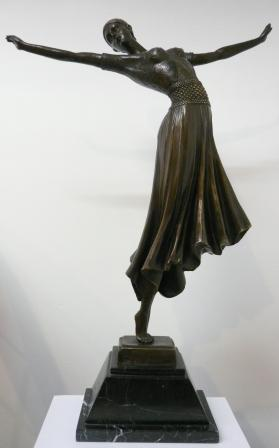
La danseuse
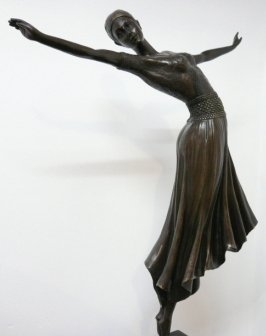
Détail
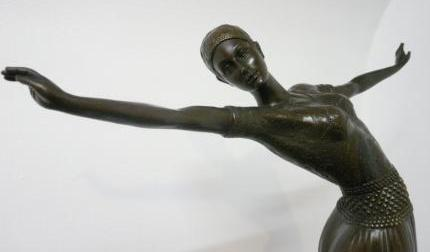
Détail
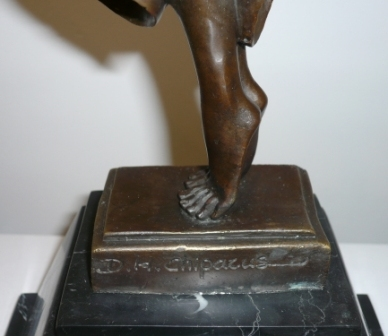
Signature